# Bartelkéite
La bartelkéite est un minéral exceptionnellement rare, l'un des rares composés naturels du germanium. On supposait à l'origine que la formule était PbFeGe3O8, la bartelkéite s'est avérée plus tard isomorphe avec une forme à haute pression de la lawsonite. Ainsi, sa formule correcte est PbFeGe(Ge2O7)(OH)2•H2O. La bartelkéite et la mathewrogersite (de) sont des minéraux contenant du plomb, du fer et du germanium essentiels (dominants). Les deux viennent de Tsumeb, en Namibie - la « capitale » mondiale des minéraux de germanium. Son nom est un hommage de Wolfgang Bartelke, collectionneur de minéraux et spécialiste des minéraux de Tsumeb et son symbole IMA est Btk.

## Occurrences et associations
La bartelkéite a été trouvée dans des cavités au sein d'un minerai de germanium présent dans la dolomie. Son unique occurrence et localité type est la mine d'Ongopolo à Tsumeb en Namibie. Le minéral est associé à la galène, la germanite, la reniérite (en) et la tennantite.

## Structure cristalline
La bartelkéite est le premier minéral connu dans lequel le germanium est en coordination tétraédrique et octaédrique. Elle est isostructurale avec une forme à haute pression de la lawsonite silicatée. Sa structure comprend :
- des chaînes d'octaèdres FeO6 et GeO6, qui partagent des arêtes ;
- des dimères Ge2O7 qui réticulent les chaînes ;
- des atomes de plomb et des molécules d'eau dans les grandes cavités de la structure.